# Khas Kunar (huyện)
Khas Kunar là một huyện thuộc tỉnh Konar, Afghanistan. Dân số thời điểm năm 1999 là 26,76 người.